# فهرست مجمع نمایندگان سیستان و بلوچستان
مجمع نمایندگان به جمعی از نمایندگان استان که در هر شش ماه یک بار بین اعضای خود یک نفر را به عنوان رئیس مجمع انتخاب و جهت تعامل و پیگیر مجموع امورات و مسائل استان تشکیل می‌شود.

## اعضای مجمع نمایندگان استان سیستان و بلوچستان

### دوازدهیم دوره مجلس شورای اسلامی[۱][۲]
| ردیف | نام و نام خانوادگی | حوزه انتخابیه | کمیسیون | ردیف | نام و نام خانوادگی | حوزه انتخابیه | کمیسیون   |
| ---- | ------------------ | ------------- | ------- | ---- | ------------------ | ------------- | --------- |
| ۱    | محمدنور دهانی      | سراوان        | قضایی   | ۵    | فداحسین مالکی      | زاهدان        | امنیت ملی |
| ۲    | علی کرد            | خاش           | اجتماعی | ۶    | حسین‌علی شهریاری    | زاهدان        | بهداشت    |
| ۳    | محمد سرگزی         | سیستان        | قضایی   | ۷    | محمد انور بجارزهی  | چابهار        | آموزش     |
| ۴    | فرهاد شهرکی        | سیستان        | انرژی   | ۸    | رحمدل بامری        | ایرانشهر      | کشاورزی   |

#### رئیس مجمع نمایندگان استان سیستان و بلوچستان (دوره دوازدهم)
|                    | اجلاسیه اول             | اجلاسیه دوم | اجلاسیه سوم | اجلاسیه چهارم |
| ------------------ | ----------------------- | ----------- | ----------- | ------------- |
| نام و نام خانوادگی | محمدنور دهانی           |             |             |               |
| مسئولیت            | آغاز به کار شهریور ۱۴۰۳ |             |             |               |

### یازدهیم دوره مجلس شورای اسلامی[۳]
| ردیف | نام و نام خانوادگی | حوزه انتخابیه | کمیسیون       | ردیف | نام و نام خانوادگی | حوزه انتخابیه | کمیسیون   |
| ---- | ------------------ | ------------- | ------------- | ---- | ------------------ | ------------- | --------- |
| ۱    | عبدالناصر درخشان   | ایرانشهر      | صنایع و معادن | ۵    | فداحسین مالکی      | زاهدان        | امنیت ملی |
| ۲    | معین‌الدین سعیدی    | چابهار        | کشاورزی       | ۶    | حسین‌علی شهریاری    | زاهدان        | بهداشت    |
| ۳    | محمد سرگزی         | سیستان        | عمران         | ۷    | اسماعیل حسین‌زهی    | خاش           | عمران     |
| ۴    | حبیب‌الله دهمرده    | سیستان        | آموزش         | ۸    | ملک فاضلی          | سراوان        | بهداشت    |

#### رئیس مجمع نمایندگان استان سیستان و بلوچستان (دوره یازدهم)
|                    | اجلاسیه اول | اجلاسیه دوم     | اجلاسیه سوم      | اجلاسیه چهارم   |
| ------------------ | ----------- | --------------- | ---------------- | --------------- |
| نام و نام خانوادگی | ملک فاضلی   | اسماعیل حسین‌زهی | عبدالناصر درخشان | معین‌الدین سعیدی |